# Григорьев, Фёдор Андреевич
Фёдор Андреевич Григорьев (2 января 1939, Бобровка — 26 декабря 2012, Саратов) — советский и российский учёный-правовед, специалист по теории государства и права. Кандидат юридических наук, профессор. Начальник Саратовской высшей школы МВД СССР (1991—1996), генерал-майор внутренней службы, ректор Саратовской государственной академии права (1996—2006), отец прокурора Саратовской области Евгения Фёдоровича Григорьева, убитого в 2008 году.

## Биография
Фёдор Андреевич Григорьев родился 2 января 1939 года в с. Бобровка Красноармейского района Саратовской области
- 1962 год — окончание Саратовского юридического института им. Д. И. Курского.
- 1965 год — 1974 год — работа в Саратовском юридическом институте им. Д. И. Курского заведующим аспирантурой, секретарем парткома, деканом вечернего факультета.
- 1971 год — защита диссертации на соискание учёной степени кандидат юридических наук на тему «Акты применения норм права» под руководством профессора Борисова В. В.
- 1974 год — 1983 год — заместитель начальника УВД Саратовской области.
- 1983 год — 1984 год — заместитель руководителя представительства МВД СССР при МВД Афганистана.
- 1984 год — 1991 год — работа на различных должностях в МВД СССР.
- 1991 год — 1996 год — начальник Саратовской высшей школы МВД СССР.
- 1993 год — присвоение звания генерал-майор внутренней службы.
- 1995 год — присвоение ученого звания профессора по кафедре государственно-правовых дисциплин.
- 1996 год — 2006 год — ректор Саратовской государственной академии права.
- С 21 января 2002 года — председатель Комиссии по вопросам помилования на территории Саратовской области.
- 2002 год — 2004 год — член Высшей квалификационной коллегии судей Российской Федерации от представителей общественности.
- С 2004 года — заместитель председателя Высшей квалификационной коллегии судей Российской Федерации от представителей общественности.
- С 2006 года — президент Саратовской государственной академии права, советник ректора.
- 26 марта 2008 года — 26 марта 2010 года — председатель Общественной палаты Саратовской области.

Умер 26 декабря 2012 года в Саратове.

## Награды

### Государственные награды
- Орден Почёта (2004)[1]
- Медаль «За отличную службу по охране общественного порядка»
- Заслуженный юрист Российской Федерации (1997)[2]
- Благодарность Президента Российской Федерации (1999)[3]
- Нагрудный знак «Воину-интернационалисту»

### Ведомственные награды
- Медаль «За безупречную службу» II степени
- Медаль «За безупречную службу» III степени
- Нагрудный знак «За отличную службу в МВД СССР»
- Почётный работник высшего профессионального образования Российской Федерации

### Региональные награды
- Почётный гражданин Саратовской области (2003)[4]
- Почётный гражданин г. Красноармейска Саратовской области
- Почётная грамота Губернатора Саратовской области (4 мая 2010)[5]
- Почётная грамота Саратовской областной Думы (24 декабря 2008)[6]
- Занесение на Доску почёта Саратовской области (15 сентября 1999)[7]

### Иностранные награды
- Медаль «Воину-интернационалисту от благодарного афганского народа»

## Память
- Памятная доска на доме № 27 по ул. им. М. Горького в Саратове (2016)[8]
- Бюст в г. Красноармейск Саратовской области (2018)[9]
- Аудитория имени профессора Ф. А. Григорьева в учебном корпусе № 1 СГЮА (2013)[10]
- Экспозиция в музее истории СГЮА
- Стипендия имени профессора Ф. А. Григорьева[11]